# Born-Dorster-Bäk
Die Born-Dorster-Bäk ist ein Nebenfluss der Ohre. Er fließt durch den Landkreis Börde in Sachsen-Anhalt.

## Name
Die Born-Dorster-Bäk ist unter mehrere Namen bekannt und beschrieben:
- Bäk
- Mühlenbach
- Horstbach

## Verlauf des Flusses
Die Born-Dorster-Bäk fließt von Born über Dorst durch das Naturschutzgebiet Klüdener Pax-Wanneweh und nördlich von Uthmöden vorbei, bis sie schließlich südlich von Calvörde bei Wieglitz in die Ohre mündet.